# Daniel Benmayor
Daniel Benmayor (Barcelona, 1973) és un director de cinema català.
Va estudiar cinema a la Universitat de Nova York i Publicitat, Direcció i Guió a Barcelona.
La seva carrera cinematogràfica va començar en el terreny publicitari. La direcció d'espots per companyies com Sony Playstation, Fanta, Orange, Mercedes, Nissan, Renault, Vodafone, Samsung, Repsol, Damm o Lotus li van permetre acumular una ample experiència en el món publicitari i fins i tot li van fer guanyar alguns premis en festivals internacionals. Alguns dels països en els quals ha rodat són Sud-àfrica, Marroc, Argentina, Islàndia o EUA.
Daniel Benmayor s'autodefineix com un narrador d'històries.

## Carrera cinematogràfica
Després d'haver rodat el curtmetratge Las ovejas negras, el 2009 Daniel Benmayor va dirigir Paintball, la seva opera prima. El nom de la pel·lícula fa referència al joc bèl·lic en el qual els contrincats, armats amb metralletes, es disparen boles de pintura entre ells. Al film, això no obstant, el joc de guerra es converteix en una carniceria real en la qual els protagonistes acaben lluitant per a la seva pròpia supervivència en un ball de sang pròxim al gore.
La pel·lícula, produïda per Filmax i rodada el juny de 2008 a la serra de Collserola i a Castellar de n'Hug (Berguedà), va ser un fracàs comercial.
El 2010 Daniel Benmayor va estrenar Bruc (pel·lícula), el seu segon curtmetratge. El rodatge de la pel·lícula va començar l'estiu de 2009 a les coves del Salnitre de Collbató i altres indrets als voltants de la muntanya de Montserrat com el Bruc, el monestir de Santa Cecília o Mura. La pel·lícula, produïda per Ikiru Films, va obtenir un total de 12 nominacions als Premis Gaudí de 2012, dels quals només va guanyar tres guardons tècnics.
El 2010, la productora de cinema americana 20th Century Fox va anunciar que Baniel Benmayor seria l'encarregat de dirigir la segona entrega de la pel·lícula d'acció Hitman, finalment, però fou dirigida per Aleksander Bach i estrenada el 2015 amb ell títol de Hitman: Agent 47.

## Filmografia
- Paintball (2009)
- Bruc (2010)
- Algo concreto (2013, curtmetratge)
- Tracers (2015)
- Xtremo (2021)
- Bienvenidos al Eden (2022, serie de Netflix, 8 episodis de 16)
- Awareness (2023), també com a guionista.

## Premis i nominacions

### Nominacions
- 2012. Gaudí a la millor pel·lícula en llengua catalana per Bruc